# 오귀스트 르누아르
피에르오귀스트 르누아르(프랑스어: Pierre-Auguste Renoir, 1841년 2월 25일~1919년 12월 3일)는 프랑스의 대표적인 인상주의 화가로, 여성의 육체를 묘사하는 데에 있어 특출난 표현을 선보였으며 풍경화에도 뛰어났다.
인상파 중에서 세잔의 엄격한 화풍에 대비되는 가장 아름답고 뛰어나며 화려한 멋을 보인 화가는 르누아르이다만, 세잔이 풍경 속에 자연의 정신을 품듯이 르누아르는 여인을 그려 미의 도취를 자아내고 있다.

## 생애

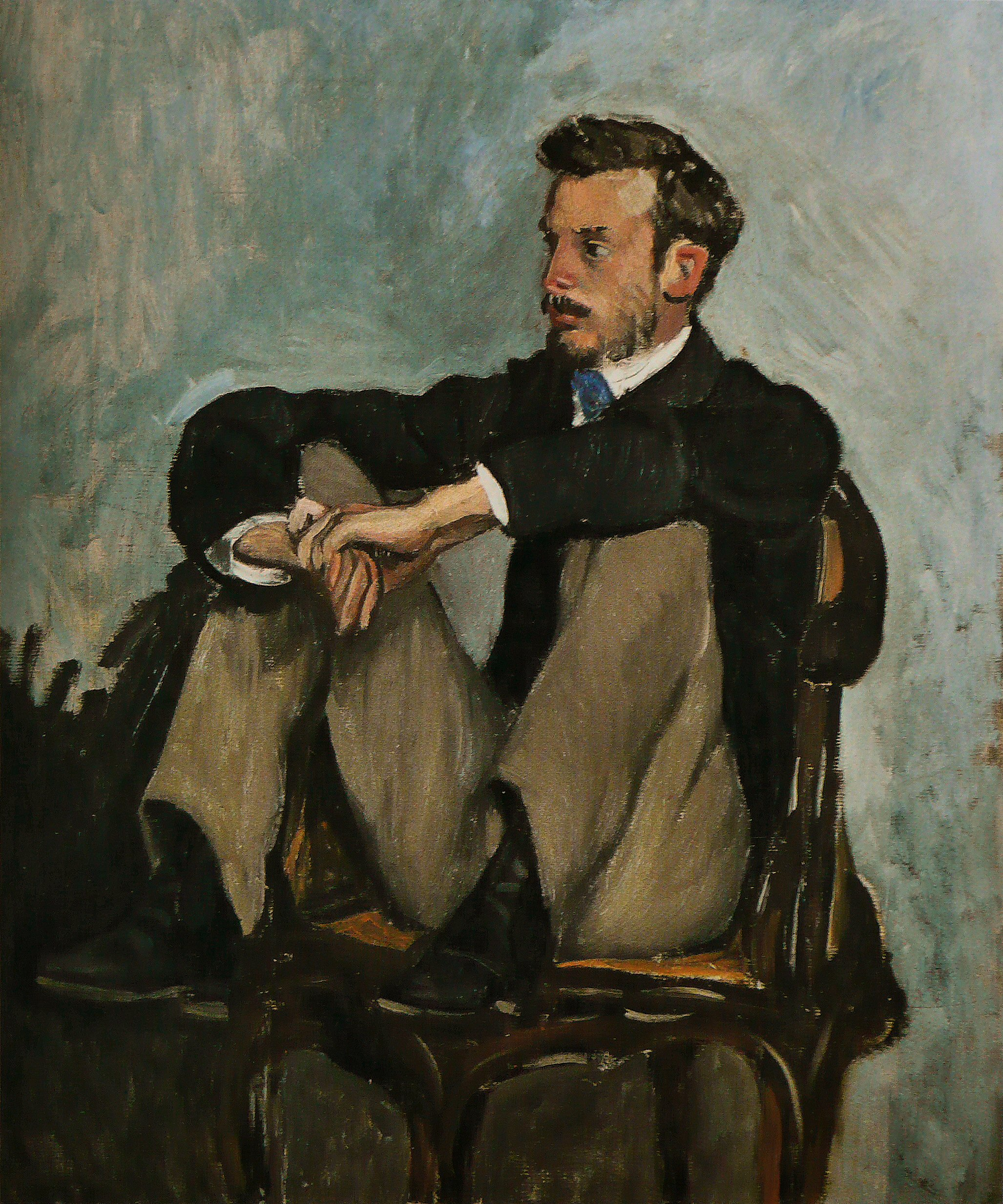
프레데리크 바지유, 《르누아르의 초상》 (1867), 몽펠리에, 파브르 미술관.

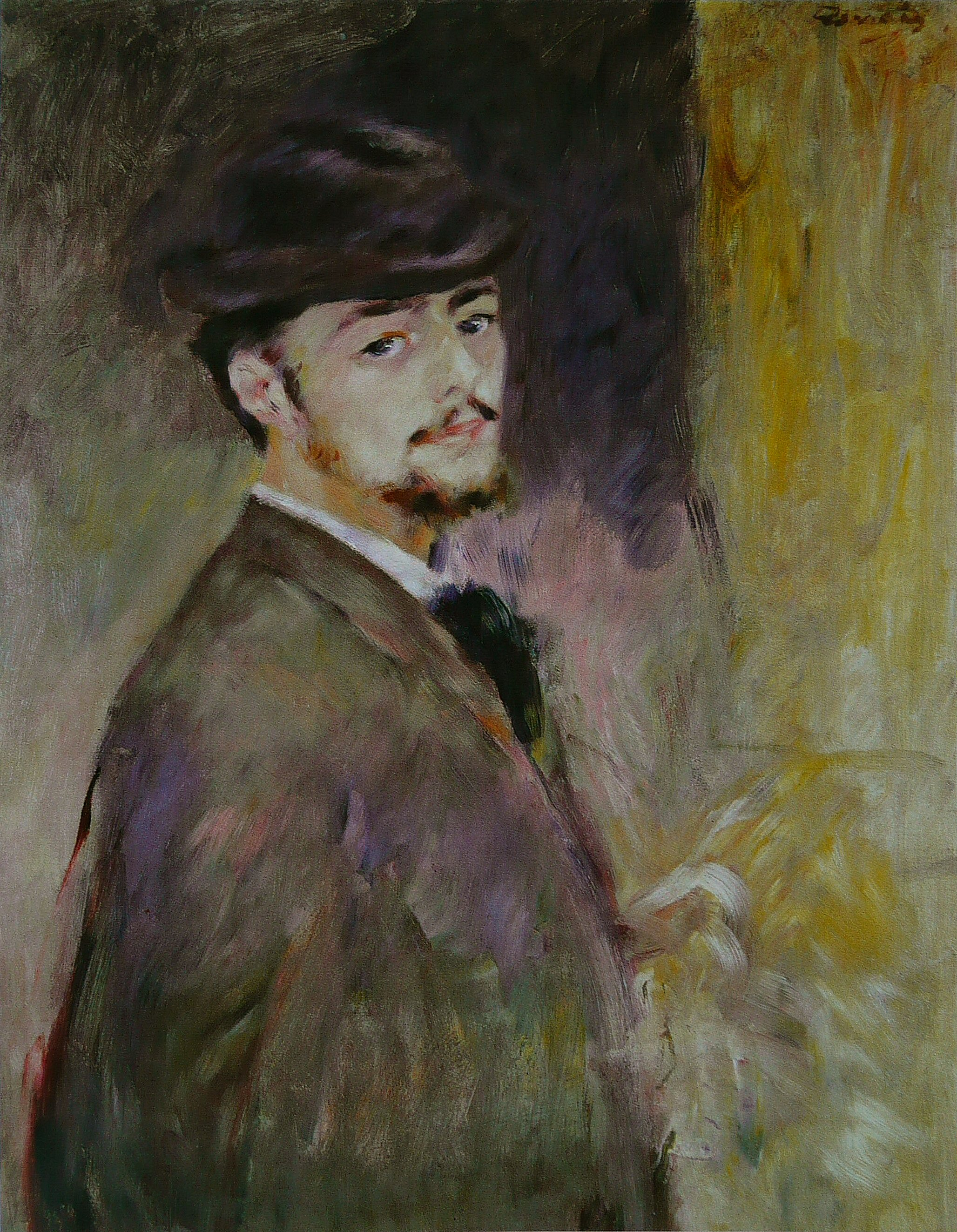
《자화상》 (1876), 케임브리지, 포그 미술관.

### 유년기와 견습생 초년 시절
피에르오귀스트 르누아르, 통명 오귀스트 르누아르는 1841년 2월 25일 리모주의 구(舊) 생트카테린 대로, 지금의 강베타 대로 71번가에서 태어났다. 르누아르는 노동자 가정에서 태어난 일곱 자식 가운데서 여섯번째였다. 아버지 레오나르 르누아르(1799-1874)는 석공(石工)이었고 어머니 마르게리트 메를레(1807-1896)는 여직공이였다. 르누아르의 가족은 가난하게 살았다. 1844년 르누아르 가족은 리모주를 떠나 파리로 이사했고, 아버지는 그곳에서나마 집안의 사정이 나아지기를 바랐다. 가족은 비블리오테크가(街) 16번가에 자리를 잡았으나, 이후 1855년 아르망퇴유가(街) 23번지로 이사를 가야만 했다. 피에르 오귀스트는 그곳에서 다니던 학교를 계속 통학했다..
13살 때 르누아르는 도자기 공방 레비 프레르 & 콩파니에서 조각 장식을 배우는 견습생활을 시작했으며, 그 와중에 1862년까지 장식 예술과 소묘 학교 야학반 수업에 드나들었다. 이 시기 르누아르는 샤를 구노의 음악 수업을 듣기도 했는데 구노는 그를 지적이고 재능이 있다고 평가했다.

### 인상주의에 첫발을 내딛다
1858년 르누아르는 17살의 나이로 생활비를 벌고자 문장조각가로 일하던 형 앙리를 통해 부채나 장롱을 채색했다. 1862년 르누아르는 파리 국립고등미술학교 경쟁 시험에 합격했으며 샤를 글레르의 공방에 들어가는데, 공방에서 그는 클로드 모네, 프레데리크 바지유와 알프레드 시슬레를 만나게 된다. 이들은 퐁텐블로의 어느 숲에서 자주 그림을 그리며 굳은 우정을 키워갔다.
하지만 르누아르와 글레르와의 관계는 점점 악화되면서 막을 내렸으며, 1864년 글레예르가 은퇴하자 르누아르는 보자르를 그만둔다. 그 와중 르누아르는 살롱에서 작품을 공개하는데, 이 처녀작(에스메랄다 1864)은 확실히 성공을 거두었지만 그는 전시회 이후 이 작품을 파괴한다. 이 시기 작품들은 초상화 쪽에서는 앵그르와 드오당크의 영향이, 또 특히 정물화 쪽에서는 귀스타브 쿠르베의 영향이 돋보이지만 몇몇 주제에서는 외젠 들라크루아의 영향 역시 볼 수 있다(예를 들자면 동양 여인들).

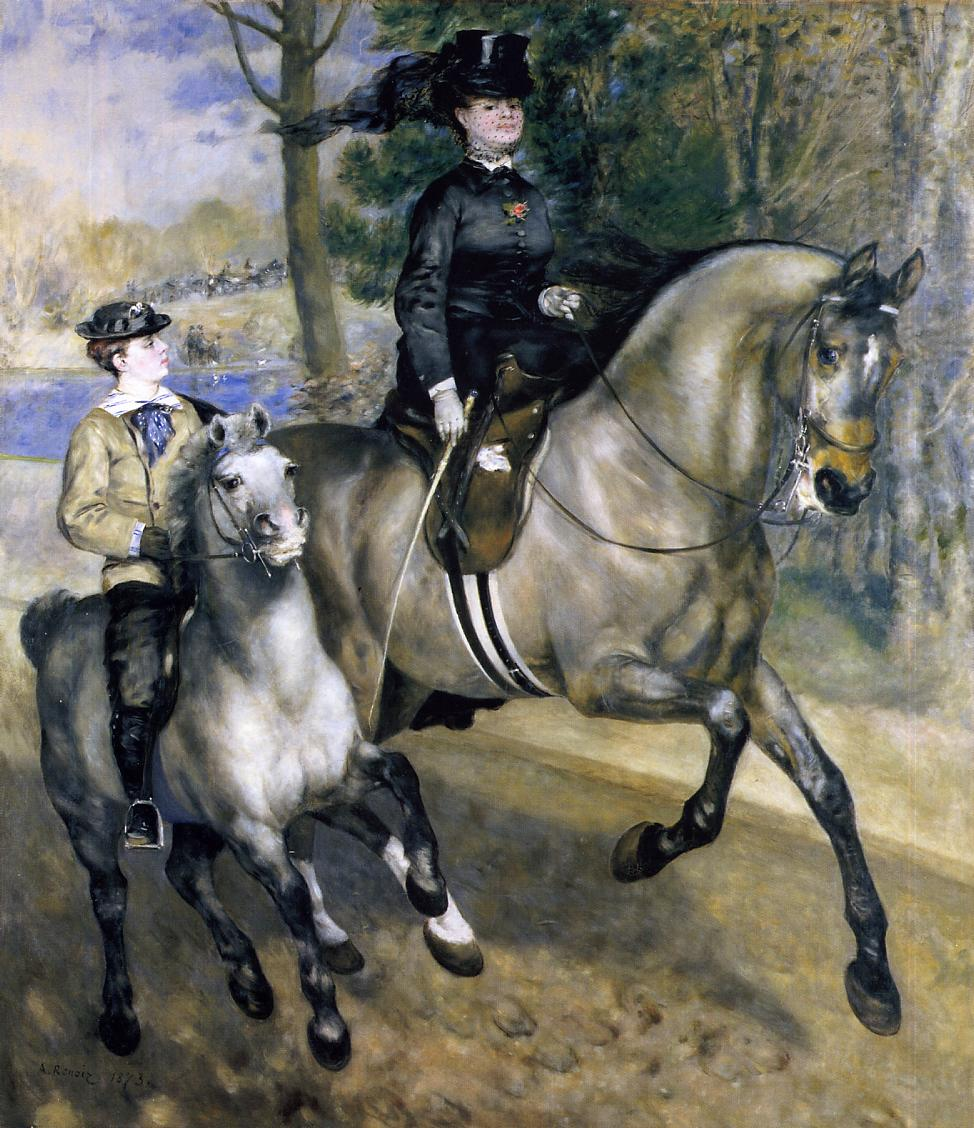
《말을 타고 불로뉴 숲을 거닐며》 (앙리에트 다라 부인) (1873), 함부르크 미술관.

《물랭 드 라 갈레트의 무도회》 (1876) 파리, 오르세 미술관.

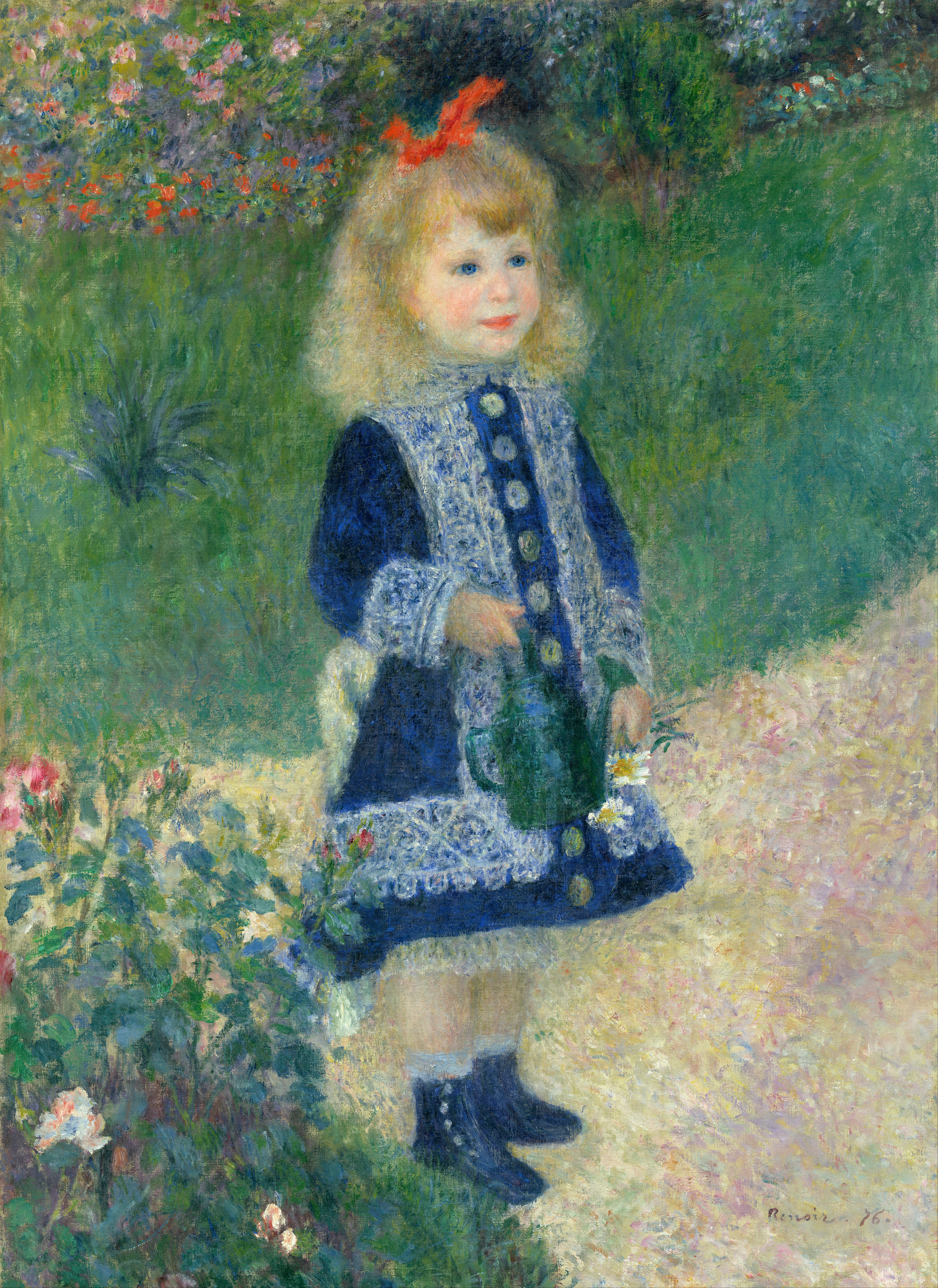
《물뿌리개를 든 소녀》 (1876), 워싱턴 D.C., 국립 미술관.

1865년, <윌리엄 시슬레의 초상>과 지금은 유실된 <여름날의 저녁>이 살롱에서 받아들여졌다. 애인 리즈 트리오는 이 시기 르누아르의 작품에서 주로 등장한 모델이다. 그녀는 1868년 살롱에서 에밀 졸라같은 젊은 비평가들의 극찬을 불러낸 작품인 <양산을 쓴 리즈> (1867)의 모델 역을 해주었다. 하지만 전반적으로 그의 작품에 대한 비평은 그리 좋지 않았으며, 베르탈이 개재한 것과 비슷한 여러 풍자화들이 신문에 실렸다.
리즈 트레오와의 관계에서 두 아이가 태어났다. 빌다브레에서 1868년 9월 14일 태어난 피에르는 샹포앙모르방에서 같은 해 10월 5일 요절했으며, 1870년 7월 21일 파리 10구에서 태어난 잔은 훗날 1934년에 사망한다.
꽤 유명한 장소이자 당대의 가이드북에 조금 ‘서민적’인 곳이라고 나와있던 그르누예르 (크루아시쉬르센 섬의 해수욕장)에서 모네와 함께 머물었던 경험은 르누아르의 화가 인생에 있어 결정적으로 작용했다. 르누아르는 그곳에서 진정한 ‘야외 사생’을 했으며 이 야외에서의 작업은 그의 팔레트를 바꾸며 붓터치를 세부화했다. (이곳에서 더욱 작업한 모네보다는 덜하지만)
르누아르는 빛의 효과를 표현하는 것을 이해했으며, 더 이상 그림자를 표현하는 데에 검은색을 쓰지 않았다. 바로 이때부터 르누아르의 인상주의 시기가 시작된다. 모네는 풍경화를 그리는 것을 선호한 반면 르누아르는 인물화를 선호했다. 그르누예르의 같은 풍경을 두고, 르누아르는 인물들의 중요성을 더 크게 담을 수 있도록 허락한 근접 시점을 받아들였다. 1870년부터 1871년까지의 보불전쟁 도중 르누아르는 징집당했고 보르도의 기병대에 배속되며 머지않아 타르브로 배치된다. 심하게 앓던 그는 1871년 3월 제대하기 전 보르도에서 치료를 받고 파리로 돌아갔지만 그곳에서 프레데릭 바지유가 죽었다는 소식을 듣게된다. 1872년 3월 르누아르는 미술상 폴 뒤랑루에를 만나게 된다. 1873년 9월, 그는 노트르담데샹 로에 있는 자신의 작업실에서 나와 생조르주 로에 있는 더 큰 작업실로 옮긴다. 1876년 그는 코르토 로 12번가의 수수한 작업실을 빌린다. (1960년부터 몽마르트르 박물관이 됨)
르누아르는 인상파 화가들과 함께 1874년 첫 인상파 화가 전시회와 1878년 전시회에서 작품들을 전시하며 1877년 몽마르트르에서 <물랭 드 라 갈레트의 무도회>라는 자신의 걸작을 완성한다. 이 작품은 인상파의 후원가이자 동료 귀스타브 카유보트가 사갔다. 이 야심에 찬 그림 (이 작품의 크기는 1.30 m × 1.70 m)은 1870년대 르누아르가 추구한 양식의 특징을 갖고있다. 부드럽고 화사한 붓터치, 화사한 그림자, 검은색 미사용, 질감의 효과, 잎들과 구름을 가로지르며 스며드는 빛의 유희, 파리 대중들의 생활 풍경과 자기 주변의 모델들(몽마르트르의 “보엠”들과 친구들)에서 따온 풍취가 바로 그 특징이다. 누드화를 그리고자 르누아르는 처음에 직업 모델들을 불렀으나 이후로는 그가 가끔 거리에서 만나던 젊은 여인들을 불렀고 그들에게 작업비로 초상화나 꽃들, 유행하는 모자를 주었다.

### 이후
르누아르는 1881년 이탈리아를 여행하며 라파엘로에 경탄하고, 특히 폼페이의 벽화에 감명을 받았는데, 그 후는 데생의 부족을 생각하여 형상을 나타내는 작품으로 제작 경향을 바꾸었다. 그러나 그것도 나중에는 이전보다도 한층 빛에 용해되어 리드미컬한 제작으로 변하지만, 후기는 오로지 나부(裸婦)를 추구하여 여인의 육체에 한없는 아름다움을 찾고서는 그 빨간 색조로써 순화된 작품을 남기고 있다. 빨강, 노랑, 파랑, 초록 등의 색깔을 선명하게 칠하여 색채 화가라 불리였고, 특히 적색의 표현에 뛰어나 근대 최대의 색채 화가로 알려져 있다. 르누아르의 생애는 평온했으나 말년을 심한 신경통으로 고생하고, 1899년부터는 남프랑스 해안으로 옮겨 살았다. 이어 카뉴에 정주하여 오로지 제작만을 계속, 최후에는 영광을 누리며 홀로 들어앉아, 의자 위에서 화필을 쉬지 않고 아름다운 나부의 제작을 계속했다. 주요 작품으로 〈해수욕장의 풍경〉, 〈대수욕〉, 〈목욕하는 여인들〉, 〈큰길〉 등이 있다.

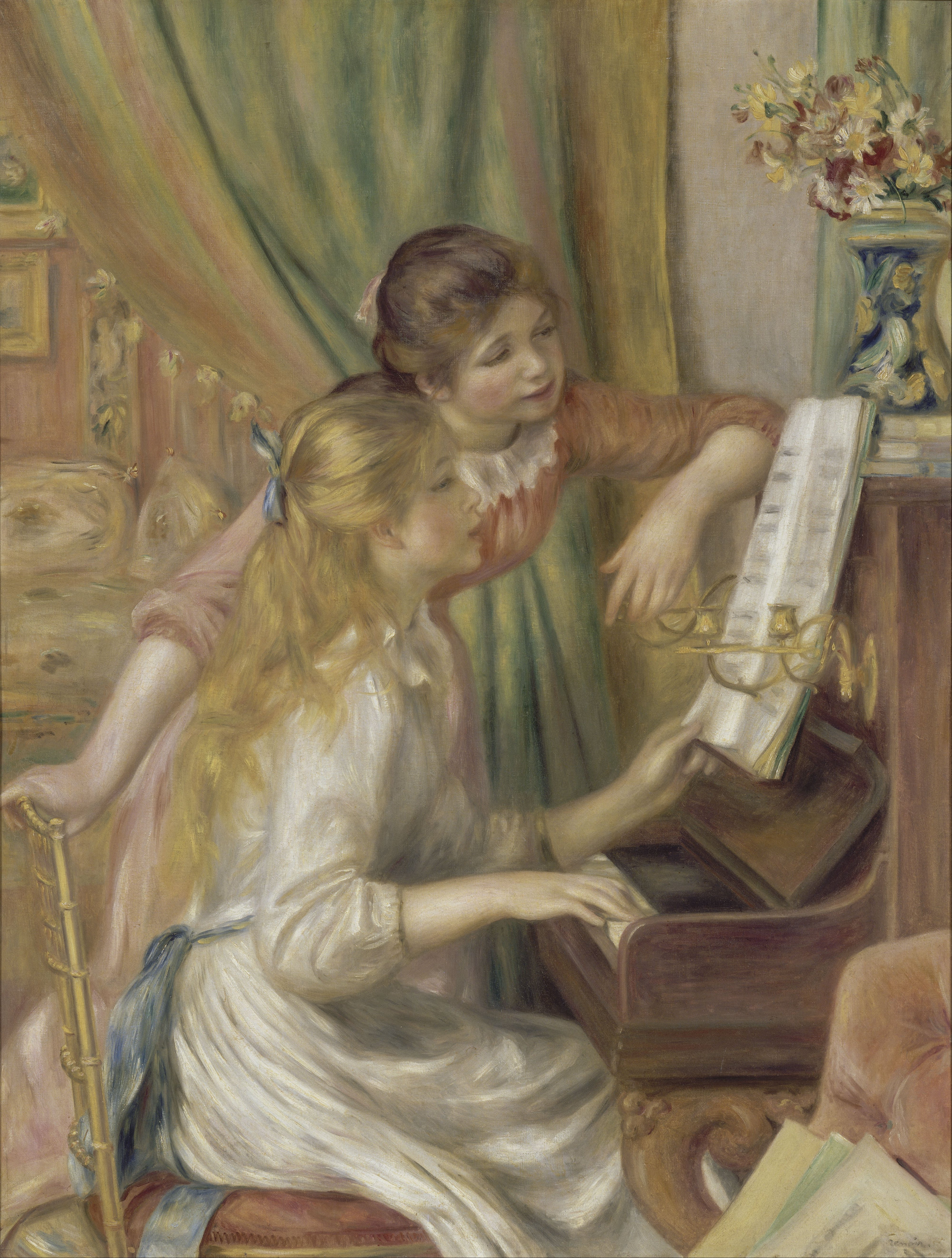
《피아노를 연주하는 소녀들》 (1892), 파리, 오르세 미술관

## 같이 보기
- 아틀리에 르누아르
- 카뉴쉬르메르 르누아르 미술관
- 에드몽 르누아르, 오귀스트 르누아르의 동생
- 피에르 르누아르, 오귀스트 르누아르의 장남, 배우
- 장 르누아르, 오귀스트 르누아르의 차남, 영화인
- 클로드 르누아르, 오귀스트 르누아르의 삼남, 도예가
- 클로드 르누아르, 피에르 르누아르의 아들, 촬영 감독
- 알랭 르누아르, 장 르누아르의 아들, 문학 교수
- 소피 르누아르, 오귀스트 르누아르의 증손녀, 여배우
- 자크 르누아르, 오귀스트 르누아르의 증손주, 감독 및 사진 작가
- 프랑스 화가 목록
- 오귀스트 르누아르 작품 목록